# Dasyloricaria
Dasyloricaria — рід риб родини лорікарієвих (Loricariidae), що поширений у Центральній і Південній Америці. Найвідоміший представник роду — лорікарія нитчаста, відома також під торговою назвою Лорікарія — відомий об'єкт акваріумістики.

## Види
Рід містить п'ять видів:
- Dasyloricaria capetensis (Meek & Hildebrand, 1913)
- Dasyloricaria filamentosa (Steindachner, 1878)
- Dasyloricaria latiura (Eigenmann & Vance, 1912)
- Dasyloricaria paucisquama Londoño-Burbano & Reis, 2016
- Dasyloricaria seminuda (Eigenmann & Vance, 1912)
- Dasyloricaria tuyrensis (Meek & Hildebrand, 1913)